# 石門金剛宮
石門金剛宮又名富基崁子腳金剛宮，是一座位於臺灣新北市石門區富基里崁子腳41之3號的四面佛廟，內部供奉有成千上萬座含道教、佛教、儒教與婆羅密教等在內多種宗教之神明或歷史人物雕像，被譽為「宮廟界的迪士尼」。

## 概要
石門金剛宮創建人許合居士原為臺北市士林區威天宮主持，同時為中壇元帥乩生。1986年許合夫婦赴泰國旅遊時，為其父親所罹患之惡疾向當地的四面佛許願。後其父親病除痊癒，許合為謝神還願，遂將四面佛自泰國分靈刈香回臺灣，於石門區興建全臺首座同時也是規模最大的以四面佛為主祀的廟宇，1988年落成。廟體建築採用中式與泰式兼容合璧的風格，整體呈狹長方形且倚山而建。金剛宮佔地1.3公頃，全區分為七大區塊，從進入「迎賓龍門」開始，道路兩側陳列有二十四孝的塑像及典故。主殿供奉泰國金剛四面佛，廟方自行解釋將四面佛連結至道教敬祀的「圓明斗姥天尊」，認為是同一神明的不同示現，其四頭八臂分別呼應「四象八卦」之理，四個面向分別執掌福、祿、壽、喜。金剛宮內有座長達五十九尺八吋的全臺灣最巨大卧佛以及設立於1994年的地府隧道。創辦人許合辭世後，相貌被雕製成「慈心仁聖大帝」供奉於廟中，由其後嗣許裕仁接任該廟負責人。

## 主要祀神與相關配置
- A區：停車場、玉皇大帝、四面佛、大聖爺、龍門迎貴賓門、龍頭觀音、準提佛母、二十四孝感恩坡、滴水觀音。
- 主殿：主神四面佛、劉海祖師財神等八路財神、蟾蜍財王、三清殿。
- B區：柳府王爺、玄天上帝、千手千眼觀音、媽祖、御事廳、太子爺、大成殿（孔子、孟子、魁星、捐獻功德者玉照）、凌霄寶殿（三官大帝等）、六十甲子太歲。
- C區：七星橋。
- D區：一樓地府（含東嶽大帝殿、孟婆亭）、二樓天堂、婆姐娘娘。
- E區：一樓臥佛殿與斗姥元君殿、二樓長生殿（慈心仁聖大帝許合）、三樓五百羅漢殿。
- F區：乾坤八卦、王船、八字娘娘殿（主祀八字娘娘，配祀註生娘娘、臨水夫人、月老星君、姻緣星君、嫁娶星君）、八仙洞（南極仙翁與八仙）、金剛洞（太乙真人、托塔李天王、哪吒）、觀音亭。

## 例祭
石門金剛宮以每年國曆11月9日四面佛祖聖誕與農曆六月十日劉海蟾祖師財神聖誕為例行祭典祀日。

## 外部連結
- 石門金剛宮四面佛 （页面存档备份，存于）
- 石門金剛宮四面佛的Facebook專頁